# Updown Court
Updown Court é o nome dado a uma casa localizada em Windlesham, Surrey, na Inglaterra, considerada uma das casas mais caras do mundo. 

## História
A residência foi construída em 1924, mas destruída num incêndio e sua reconstrução só terminou no início dos anos 2000, reporta o Daily Mail. Está situada numa área que tem 11 hectares de jardins e 46 hectares de floresta e possui 103 cômodos, sendo 24 suítes, uma adega para 3.000 garrafas, um búnquer, cinco piscinas, estábulos, quadras de tênis e squash, pista de boliche, heliponto, garagem para oito carros e um cinema. 